# Nicolás Quijera
Nicolás Quijera (ur. 24 czerwca 1996) – hiszpański lekkoatleta specjalizujący się w rzucie oszczepem.
Bez powodzenia startował w mistrzostwach świata juniorów w 2014 oraz rok później w mistrzostwach Europy juniorów. Mistrz krajów śródziemnomorskich do lat 23 z 2016 roku. Finalista młodzieżowych mistrzostw Europy w Bydgoszczy. W sezonie 2018 wygrał igrzyska basenu Morza Śródziemnego oraz bez sukcesu startował na mistrzostwach Europy.
Reprezentant Hiszpanii w pucharze Europy w rzutach.
Medalista mistrzostw Hiszpanii w różnych kategoriach wiekowych oraz mistrzostw NCAA
Rekord życiowy: 80,21 (6 czerwca 2018, Eugene).

## Osiągnięcia
| Rok  | Impreza                           | Miejsce    | Pozycja           | Wynik |
| ---- | --------------------------------- | ---------- | ----------------- | ----- |
| 2014 | Mistrzostwa świata juniorów       | Eugene     | el. – 14. miejsce | 66,19 |
| 2015 | Zimowy puchar Europy w rzutach    | Leiria     | 11. miejsce       | 67,52 |
| 2016 | Puchar Europy w rzutach           | Arad       | 8. miejsce        | 69,06 |
| 2015 | Mistrzostwa Europy U20            | Eskilstuna | el. – 16. miejsce | 67,28 |
| 2016 | Mistrzostwa śródziemnomorskie U23 | Radis      | 1. miejsce        | 75,30 |
| 2017 | Mistrzostwa Europy U23            | Bydgoszcz  | 12. miejsce       | 69,59 |
| 2018 | Igrzyska śródziemnomorskie        | Tarragona  | 1. miejsce        | 75,13 |
| 2018 | Mistrzostwa Europy                | Berlin     | el. – 24. miejsce | 73,27 |
| 2019 | Puchar Europy w rzutach           | Šamorín    | 4. miejsce        | 73,97 |
| 2023 | Puchar Europy w rzutach           | Leiria     | 8. miejsce        | 72,71 |